# Niederglobnitz
Niederglobnitz ist eine Ortschaft in Niederösterreich und liegt in der gleichnamigen Katastralgemeinde der zum Bezirk Zwettl gehörenden Stadtgemeinde Zwettl-Niederösterreich. Zum Stand 1. Jänner 2024 hatte die Ortschaft 71 Einwohner auf einer Fläche von 222,14 ha.

## Lage
Der Ort Niederglobnitz liegt etwa zehn Kilometer nördlich des Stadtzentrums von Zwettl. Das Katastergebiet grenzt im Nordwesten an die zur Gemeinde Vitis gehörende Katastralgemeinde Warnungs, im Norden bzw. Osten an Wolfenstein, Rieweis und Gerweis (Marktgemeinde Echsenbach), im Süden an Mayerhöfen und im Westen an Ottenschlag.

## Verkehr
Der Ort liegt an der Zwettler Straße (B 36). Er ist durch eine Postbushaltestelle mit dem österreichischen Überlandbusnetz verbunden.

## Geschichte
Niederglobnitz wurde 1233 als Glocknitz zum ersten Mal urkundlich erwähnt. Der Ortsname wurde von dem slawischen Gewässernamen klokotnica abgeleitet, was so viel bedeutet wie „sprudelnder Bach“. Der Ort gehörte bis 1848 zum Urbar des Zwettler Zisterzienserklosters.
Die unter Denkmalschutz stehende Ortskapelle (Listeneintrag) wurde 1999 von den freiwilligen Mitarbeitern des Dorferneuerungsverein innen und außen renoviert. Weitere Projekte des Vereins waren die Errichtung ein Kinderspielplatz im Bereich des Ortsteiches, ein Beachvolleyballplatz und ein Gemeinschaftshaus.
| Bevölkerungsentwicklung |
| ----------------------- |
|                         |